# Andre Spitzer
Andre Spitzer, născut ca Andrei Spitzer, (n. 4 iulie 1945, Timișoara – d. 6 septembrie 1972, München) a fost un maestru de scrimă și antrenor al echipei de scrimă a Israelului, care a participat la Jocurile Olimpice de vară din 1972. El a fost unul din cei 11 sportivi și antrenori care au fost luați ostatici și ulterior uciși de teroriști palestinieni în Masacrul de la München.

## Copilărie și tinerețe
S-a născut pe 4 iulie 1945 în Timișoara, unde a început să practice scrima. Tatăl său a murit când el avea unsprezece ani. În anul 1964 a emigrat împreună cu mama sa în Israel, unde și-a îndeplinit stagiul militar în aviație, apoi a absolvit Academia Națională pentru Sport, Institutul Wingate din Natania (Institutul Wingate Arhivat în 11 august 2017, la Wayback Machine.) devenind profesor de scrimă și unul din cei mai apreciați antrenori de scrimă ai Institutului. În anul 1968 a fost trimis la Academia națională de scrimă din Haga-Olanda pentru un stagiu de perfecționare. Acolo s-a îndrăgostit de una din elevele sale, Ankie, care i-a devenit soție. Reveniți în Israel, s-au stabilit la centrul olimpic de pregătire de la Biranit, în apropierea frontierei cu Libanul. În vara anului 1972 din această căsnicie s-a născut o fată, Anouk.

## La Jocurile Olimpice

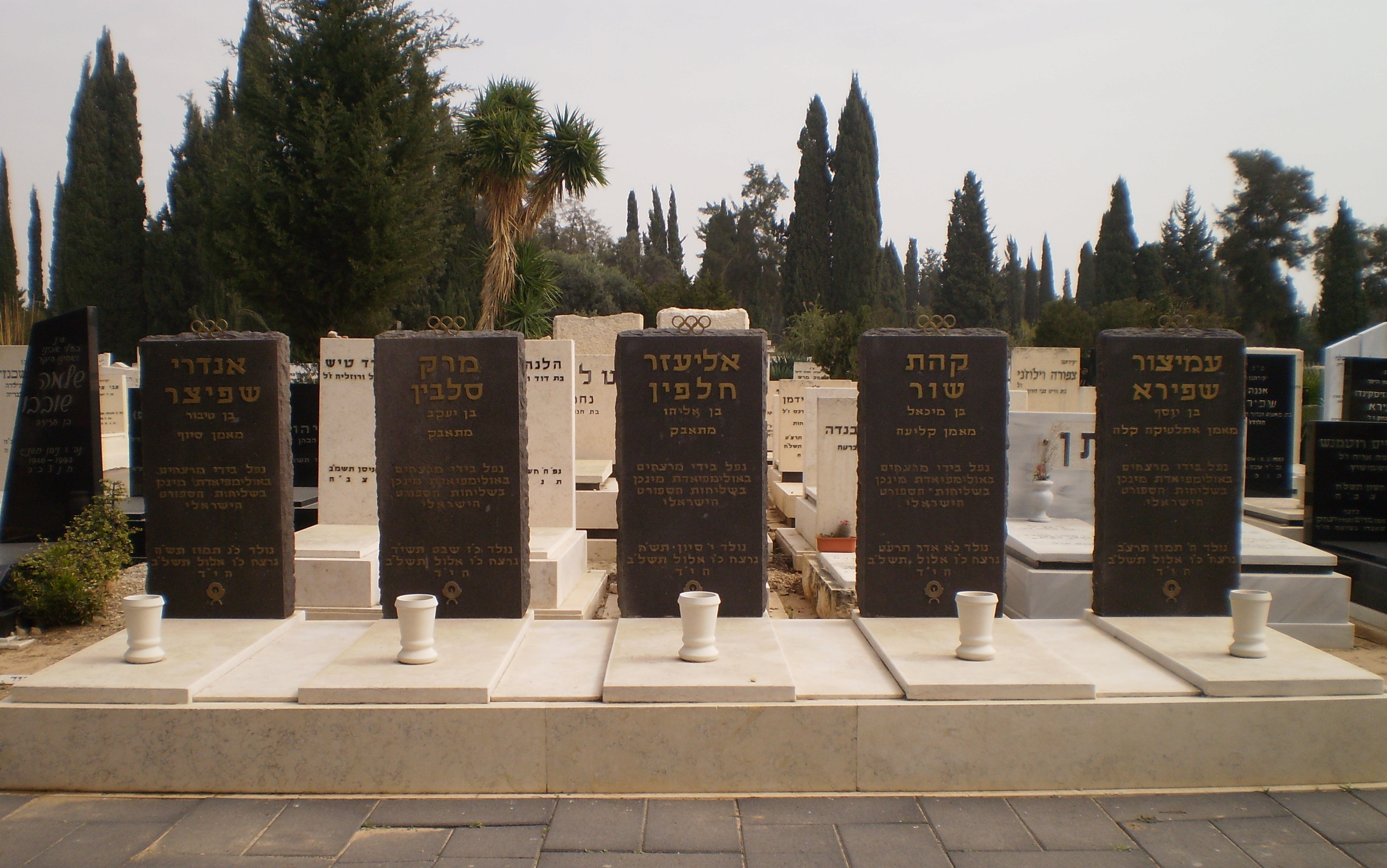
Monumentele funerare a cinci dintre sportivii asasinați la München - cel al lui Spitzer este primul din stânga - la cimitirul Kiryat Shaul, Tel Aviv, Israel.

La două săptămâni după nașterea fetiței Andrei Spitzer a plecat cu delegația israeliană la München, la Jocurile Olimpice de vară din 1972. În drum, soția sa a trecut prin Olanda, unde a lăsat fiica în grija părinților. În timpul Jocurilor Olimpice a aflat că fiica sa era bolnavă, motiv pentru care a fost autorizat să se deplaseze în Olanda. După două zile a vrut să se întoarcă în Satul Olimpic de la München, unde a sosit la miezul nopții. La ora 04:10 opt teroriști palestinieni au intrat în Satul Olimpic și s-au îndreptat spre blocul în care era cazată delegația israeliană. Teroriștii i-au împușcat pe antrenorul de lupte Moshe Weinberg și pe halterofilul Yossef Romano, și au luat ostatici pe Spitzer și alți opt membri ai delegației sub amenințarea cu arme automate. Au cerut să fie eliberați 234 de palestinieni aflați în închisorile din Israel, cerere refuzată de guvernul israelian care adoptă de regulă o atitudine intransigentă față de teroriști, necedând presiunii. După 20 de ore de negocieri, ostaticii și teroriștii au fost transportați la aeroportul militar Fürstenfeldbruck, cu promisiunea de a fi duși într-o țară arabă. Refuzând ajutorul forțelor de securitate israeliene, autoritățile germane a lansat o operațiune de salvare care a eșuat lamentabil, din lipsă de calificare. Toți ostaticii au fost uciși de teroriști cu arme de foc și grenade. Ulterior, în urma eșecului cu urmări catastrofale a forțelor de securitate germane, pe 26 septembrie 1972 a fost înființată unitatea antiteroristă GSG 9.
Ankie Spitzer, văduva atletului ucis, a luptat ca guvernul german să se declare vinovat de neglijență criminală (În acest punct, a avut succes: în 2003, familiile victimelor au acceptat suma de 3 milioane de Euro ca simbol al recunoașterii erorii) și pentru ca IOC (International Olympic Committee) să comemoreze victimele masacrului de la München în cadrul Jocurilor Olimpice, ceea ce IOC a refuzat să facă până astăzi.

## Legături externe
- Israelieni de origine română la Olimpiada de la München - realitatea.net Arhivat în 12 septembrie 2010, la Wayback Machine.
- en  Never a silent moment - articles.latimes.com